# Іштван Каус
Іштван Каус (угор. Kausz István, нар. 18 серпня 1932, Будапешт, Угорщина — 3 червня 2020) — угорський фехтувальник на шпагах, олімпійський чемпіон 1964 року, дворазовий чемпіон світу.

## Виступи на Олімпіадах
| Олімпіада  | Дисципліна          | Місце     |
| ---------- | ------------------- | --------- |
| Рим 1960   | індивідуальна шпага | 6 p1 r4/5 |
| Рим 1960   | командна шпага      | 4         |
| Токіо 1964 | індивідуальна шпага | 6 p2 r2/4 |
| Токіо 1964 | командна шпага      | 1         |